# Centralsjukhuset Kristianstad

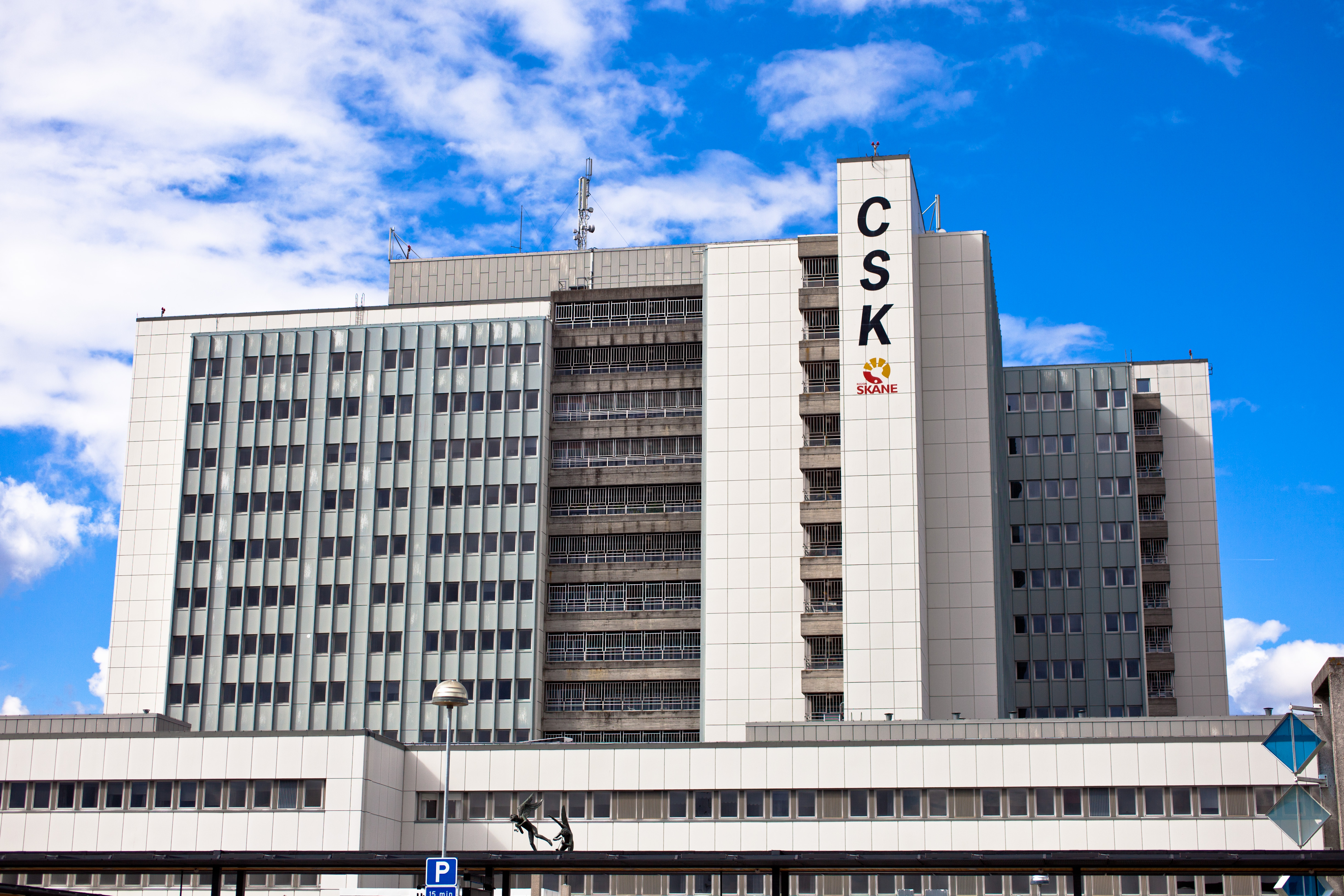
Centralsjukhuset Kristianstad.

Centralsjukhuset Kristianstad, CSK, är östra Skånes akutsjukhus med cirka 2 500 anställda. CSK är beläget på gammal sjöbotten (Nosabysjön) öster om stadskärnan i Kristianstad och består av ett flertal hus/anläggningar sammanbundna med kulvertar. Sjukhuset byggdes i början på 1970-talet som ersättning för det gamla sjukhuset på Östermalm. Övergången från det gamla till det nya sjukhuset skedde 1973/74.

## Historik
Centralsjukhuset - Lasarettet i Kristianstad - daterar sin historia från 1776, då det som ett av landets första sjukhus, enligt vissa källor det 10:e i ordningen, började sin verksamhet i två förhyrda rum med plats för två till tre sjuka. Efter att ha fört en ambulerande tillvaro i olika lokaler, byggdes lasarettet under 1800-talets senare hälft ut inom det nuvarande lasarettets område vid Kanalgatan. Expansionen fram till våra dagar har sedan fortsatt i takt med de ökade krav som samhället ställer på en alltmer utvecklad hälso- och sjukvård.
Redan 1908 framkastade den legendariske lasarettsläkaren Johan August Hedlund ett förslag om att flytta ut lasarettet i Kristianstad från sin centralt belägna tomt i staden till centralsjukhusets nuvarande läge omedelbart öster om stadskärnan. Propån från 1908 skulle vinna gehör först 55 år senare.
För att närmare överblicka kommande nybyggnads- och ändringsbehov för centrallasarettet, en benämning som kom till officiell användning i början på 1940-talet, uppdrog dåvarande förvaltningsutskottet i slutet av 1950-talet arkitekten Leo Uulas, Stockholm, att utarbeta en generalplan för det gamla lasarettsområdet. Arkitekten lade i augusti 1959 fram ett förslag till utbyggnad som bland annat innebar uppförande av nya byggnader för barnmedicin, infektionssjukdomar, rehabiliteringsmedicin och ett nytt 11 våningar högt diagnostikblock. Panncentral, kök med mera föreslogs samtidigt flyttas till det nya sjukhusområdet. Förslaget godkändes samma år av landstinget. Under planeringsarbetet med att förverkliga intentionerna i 1959 års generalplan tillkom ytterligare behov av lokaler. Dåvarande direktionen för centrallasarettet uppdrog åt arkitekt Uulas att undersöka möjligheter och kostnader för att utnyttja det nuvarande sjukhusområdet i stället för fortsatt bebyggelse av det gamla lasarettsområdet.
Ett principbeslut att sammanföra klinikerna för den akuta kroppssjukvården till ett central block på det så kallade epidemiområdet öster om lasarettet fattades av 1963 års landsting. Som ett led i utbyggnaden av området uppfördes en barn- och ungdomspsykiatrisk klinik. Dessutom uppfördes och kompletterades bland annat centraltvätt och maskincentral. I april 1963 var arkitekten klar med sin kompletterande utredning som upptog tre olika alternativ. Förverkligande av utbyggnaderna på gamla lasarettsområdet. Uppförande av ett nytt centralsjukhus i två etapper på det nya sjukhusområdet. Samma som alternativ 2 men uppförandet skulle ske i en etapp. Efter beredning och debatt beslöt förvaltningsutskott och landsting samma höst att följa alternativ 2 i den fortsatta planeringen. Härmed var ett viktigt beslut fattat, ett beslut där förslag väcktes första gången 55 år tidigare.
Under 1964 föreslogs att den första etappen bland annat skulle omfatta 650 vårdplatser medan den andra etappen skulle omfatta 300 vårdplatser, varav 100 för psykiatri. I den första etappen ingick en infektionsklinik som kom att uppföras som en friliggande byggnad på det nya sjukhusområdet och som kunde tas i bruk hösten 1968 ett år innan påbörjandet av huvudbyggnaden. Kliniken är kulvertansluten till huvudbyggnaden. Dessförinnan hade en barn- och ungdomspsykiatrisk klinik, också den friliggande, uppförts och tagits i bruk under 1966. I mars 1969 var anbudsunderlaget klart, i juni antogs Yngve Kullenberg Byggnads AB, Göteborg till generalentreprenör och den 1 september påbörjades byggnationen. Parallellt med byggnationen fortsatte arbetet med generalplanen för hela det nya sjukhusområdet. I utbyggnadens första etapp ingick även en infektionsklinik som stod färdig 1968 och året därpå avslutades uppförandet av en psykogeriatrisk klinik. Då hade arbetet med den nya huvudbyggnaden redan påbörjats. När huvudbyggnaden cirka 10 år efter principbeslutet stod färdig, fick invånarna inom Kristianstads län väsentligt utökade vårdresurser och större förutsättningar att få en sjukvårdsservice av hög klass. I planering och driftberedning deltog många arbetsgrupper bestående av företrädare för olika personalkategorier, totalt deltog cirka 150 av sjukhusets anställda i detta arbete i över två års tid.
Under perioden 1971 – 1973 planerades och byggdes en ny kök- och matsalsbyggnad samt en ny ambulansstation i anslutning till huvudbyggnaden samtidigt som befintlig panncentral och tvätteri på det nya sjukhusområdet byggdes ut.

### Byggnaden Centralsjukhuset
Hösten 1972 beslutades att från och med 1973 ändra benämningarna på lasaretten i länet till sjukhus. Därför fick det nya sjukhuset i Kristianstad benämnas Centralsjukhus vid invigningen i september 1973.

### Lasarettet blir Centralsjukhus
Centralsjukhuset (huvudbyggnaden) togs i bruk den 3 september 1973 då 135 sängliggande patienter under några timmar flyttades från det gamla centrallasarettet till det nya sjukhuset.
Centralsjukhuset invigdes den 11 oktober 1973 av dåvarande socialministern Sven Aspling. I november samma år påbörjades byggnationen av den psykiatriska enheten med mera i andra etappen - en byggnation som kunde tas i bruk hösten 1975. Byggnaden är förbunden med huvudbyggnaden i två plan jämte kulvertplan.
Framför sjukhuset finns ett omfattande konstverk i stål och färgat glas av Ingmar Hellgren. Det går under namnet "Vindarnas Tempel" och invigdes 1975.

### Uppdelning av parsjukhusen
I enlighet med politiska beslut om parsjukhus i Skåne var Centralsjukhuset i Kristianstad och Hässleholms sjukhus en enhet under perioden 1 januari 1995 t o m december 1999 - fem år. Regionfullmäktige i Region Skåne fattade hösten 1998 beslut om att parsjukhusen skulle upphöra samt att primärvårdens organisatoriska koppling till de båda sjukhusen skulle upphöra. Från och med år 2000 bedrivs verksamheterna på Centralsjukhuset Kristianstad och Sjukhuset Hässleholm samt primärvården i nordöstra Skåne som separata organisationer.
Under åren 1995-1998 reducerades antalet vårdplatser på de båda sjukhusen med cirka 400 vårdplatser. Samtidigt skedde utbyggnad av primärvården bland annat med kvalificerad vård i hemmet (KVH). Nettoeffekten av förändringarna innebär en minskning med cirka 300 vårdplatser i nordöstra sjukvårdsdistriktet.

#### Bakgrund
Regionfullmäktige fattade därefter i april 1999 inriktningsbeslut om kärnverksamhet och utbud för sjukhusen i Skåne. För Centralsjukhuset Kristianstad beslutades att Centralsjukhuset Kristianstad ska erbjuda akutsjukvård i enlighet med Socialstyrelsens definitioner och krav. Sjukhuset ska dygnet runt erbjuda akutsjukvård inom samtliga discipliner som inte är koncentrerade till regionsjukhusen i Malmö och Lund. Vid sjukhuset ska också bedrivas den tunga, planerade verksamhet som kräver akutsjukhusets samlade resurser.
Utifrån detta beslut genomförde sjukhuscheferna samt verksamhetscheferna i Hässleholm och Kristianstad en genomgång av samtliga verksamheter för att bedöma för- och nackdelar med fortsatt sammanhållen respektive delad verksamhet. Man beslöt att vissa verksamheter skulle hållas samman även i fortsättningen medan andra skulle separeras. Avgörande för besluten var bland annat hur samarbetet hade fungerat, krav på patientunderlag, krav på kvalitetsutveckling, krav på fortsatt utveckling av ett nära samarbete mellan akuta och planerade enheter, gemensamt joursystem och personalens önskemål.
Sjukhusledningarna beslutade också om en framtida ledningsorganisation med utformning av gemensamma kompetenscentra/kliniker med två arbetsställen underställda en av sjukhuscheferna. Utgångspunkten för diskussionen var att patienten i nordöstra Skånes sjukvårdsdistrikt inte skulle påverkas av var ledningsorganisationen finns.
Som ett resultat av diskussionerna beslöts att följande verksamheter samordnas mellan Hässleholm och Kristianstad och underställs sjukhuschefen i Kristianstad:
- Kirurgi
- Öron-näsa-hals
- Ögon
- Klinisk fysiologi
- Medicinsk teknik
- Laboratoriemedicin
- Allmän service exkl kök

Följande verksamhet underställs sjukhuschefen i Hässleholm:
- Ortopedi
- Psykiatri
- Geriatrik och rehabilitering
- Rehabiliteringsmedicin